# Aurélia Beigneux
Aurélia Beigneux (Rillé, 2 giugno 1980) è una politica francese.

## Biografia
Ha lavorato come assistente farmacista, diventando in seguito direttore della società Epinorpa. A partire dal 2009 ha aderito al Fronte Nazionale (nel 2018 trasformato in Raggruppamento Nazionale). Nel 2014 è stata eletta consigliera di Hénin-Beaumont. Il neoeletto sindaco, Steeve Briois, le ha affidato la funzione di suo vice per gli affari sociali. Nel 2015, Aurélia Beigneux è diventata inoltre consigliere del dipartimento del Passo di Calais.
Nelle elezioni europee del 2019 è stata eletta eurodeputata della IX legislatura.